# Freneuse, Yvelines
Freneuse là một xã thuộc tỉnh Yvelines, trong vùng Île-de-France, Pháp, cự ly khoảng 13 km về phía tây của Mantes-la-Jolie. Các xã giáp ranh là: Mousseaux-sur-Seine và Méricourt về phía đông, Moisson về phía bắc, Rolleboise về phía nam và Bonnières-sur-Seine về phía tây.

## Thông tin nhân khẩu
| 1793 | 1800 | 1806 | 1821 | 1831 | 1836 | 1841 | 1846 | 1851 |
| ---- | ---- | ---- | ---- | ---- | ---- | ---- | ---- | ---- |
| 900  | 858  | 885  | 895  | 861  | 848  | 831  | 806  | 759  |

| 1856 | 1861 | 1866 | 1872 | 1876 | 1881 | 1886 | 1891 | 1896 |
| ---- | ---- | ---- | ---- | ---- | ---- | ---- | ---- | ---- |
| 662  | 629  | 632  | 559  | 554  | 533  | 543  | 555  | 552  |

| 1901 | 1906 | 1911 | 1921 | 1926 | 1931 | 1936 | 1946  | 1954  |
| ---- | ---- | ---- | ---- | ---- | ---- | ---- | ----- | ----- |
| 543  | 528  | 588  | 710  | 720  | 760  | 798  | 1 004 | 1 193 |

| 1962                                         | 1968  | 1975  | 1982  | 1990  | 1999  | - | - | - |
| -------------------------------------------- | ----- | ----- | ----- | ----- | ----- | - | - | - |
| 2 129                                        | 2 514 | 3 414 | 3 354 | 3 694 | 3 592 | - | - | - |
| Số liệu kể từ 1962 : dân số không tính trùng |       |       |       |       |       |   |   |   |

## Administration
| Danh sách các thị trưởng               |           |             |      |         |
| Giai đoạn                              | Giai đoạn | Tên         | Đảng | Tư cách |
| tháng 3 năm 2001                       | 2008      | Didier Jouy | DVD  |         |
| Tất cả các dữ liệu trước đây không rõ. |           |             |      |         |